# 長頭深海狗母魚
長頭深海狗母魚（学名：Bathypterois longipes）為輻鰭魚綱仙女魚目青眼魚亞目爐眼魚科的一種，分布於大西洋及太平洋熱帶至亞熱帶海域，屬深海底棲性魚類，深度2614-5610公尺，體長可達24.9公分，棲息在底層水域，生活習性不明。
种加词 longipes 意为“长头的”。